# Швайкерт, Ульрике
Ульрике Швайкерт (нем. Ulrike Schweikert; 28 ноября 1966, Швебиш-Халль) — немецкая писательница,
в 2004 году была удостоена премии Hansjorg-Martin-Preis в номинации «Детская и подростковая детективная книга».

## Биография
Писательница — средняя из трех дочерей. С самого детства Ульрике любила танцевать и брала уроки балета и танго. После окончания школы в Швебиш-Халле (районный центр, расположенный в землях Баден-Вюртемберга) девушка отправилась в Штутгарт, где изучала банковское дело. Проработала 6 лет в качестве дилера по операциям с ценными бумагами. Первая работа дала девушке независимость, но не приносила никакого удовлетворения. И даже продвижение по службе и новая должность дилера ценных бумаг не изменили положения вещей. Именно в это время Ульрике начинает писать короткие рассказы, зарисовки о путешествиях, эссе, стихи.
После 6 лет работы у неё было достаточно средств, чтобы заняться тем, что её по-настоящему интересовало. Ульрике Швайкерт поступила в Штутгартский университет на отделение геологии. С успехом окончила его в 1997 году и защитила диплом в Институте гидрогеологии Земли GEOMAR в Киле. Все это время Швайкерт продолжала писать. Но найти издателя оказалось гораздо сложнее, чем написать первый роман. Большинство рукописей автора после путешествия по редакциям заканчивали свою жизнь в ящике её письменного стола. Но Ульрике не унывала. Она увлеклась историей родного города. Результатом этого увлечения стал историко-приключенческий роман «Дочь Зальцсидера», который был издан в 2000 году.
Позже Ульрике поступила в аспирантуру на журналистику в университет Хоэнхайм и параллельно работала редактором местной газеты в Людвигсбурге. В сентябре 2001 года вышел её второй исторический роман. Осенью того же года в Гамбурге Швайкерт начала писать вампирскую сагу для подростков «Наследники ночи», которая и принесла ей заслуженную популярность и славу.

## Произведения
Первая работа дала девушке независимость, но не приносила никакого удовлетворения. И даже продвижение по службе и новая должность дилера ценных бумаг не изменили положения вещей. Именно в это время Ульрика начинает писать короткие рассказы, зарисовки о путешествиях, эссе, стихи. После 6 лет банковского бизнеса у неё было достаточно средств, чтобы заняться тем, что её по-настоящему интересовало. Ульрике Швайкерт поступила в Штутгардский университет на отделение геологии. С успехом его окончила в 1997 году и защитила диплом в Институте гидрогеологии Земли GEOMAR в Киле. Все это время Швайкерт продолжала писать. Но найти издателя оказалось гораздо сложнее, чем написать первый роман. Большинство рукописей автора после путешествия по редакциям заканчивали свою жизнь в ящике её письменного стола. Но Ульрика не унывала. Она увлеклась историей родного города, и результатом этого увлечения стал историко-приключенческий роман «Дочь Зальцсидера». Роман увидел свет в 2000 г.
Позже Ульрике поступила в аспирантуру на журналистику в университет Хоэнхайм и параллельно работала редактором местной газеты в Людвигсбурге. В сентябре 2001 года последовал второй исторический роман «Ведьма и святой», а вместе с ним и главный шаг к карьере писателя. Осенью 2001 года в Гамбурге Швайкерт начала писать вампирскую сагу для подростков «Наследники ночи», которая и принесла ей заслуженную популярность и славу.
Сейчас серия «Наследники ночи» состоит из шести романов: Nosferas (на русский переведен как «Зов крови»), Lycana (на русский переведен как «Кровная месть»), Pyras (на русский переведен как «Власть тьмы»), Dracas (на русский переведен как «Пленница Дракулы»), Vyrad (на русский переведен как « Смертельная схватка») и Oscuri (на русский переведен как «Парящие во тьме»)

## Награды и премии
- 2004: Премия Hansjorg-Martin-Preis в номинации «Детская и подростковая детективная книга».